# Нижнебараниковка
Нижнебаранико́вка (укр. Нижньобараниківка) — село, относится к Беловодскому району Луганской области Украины.

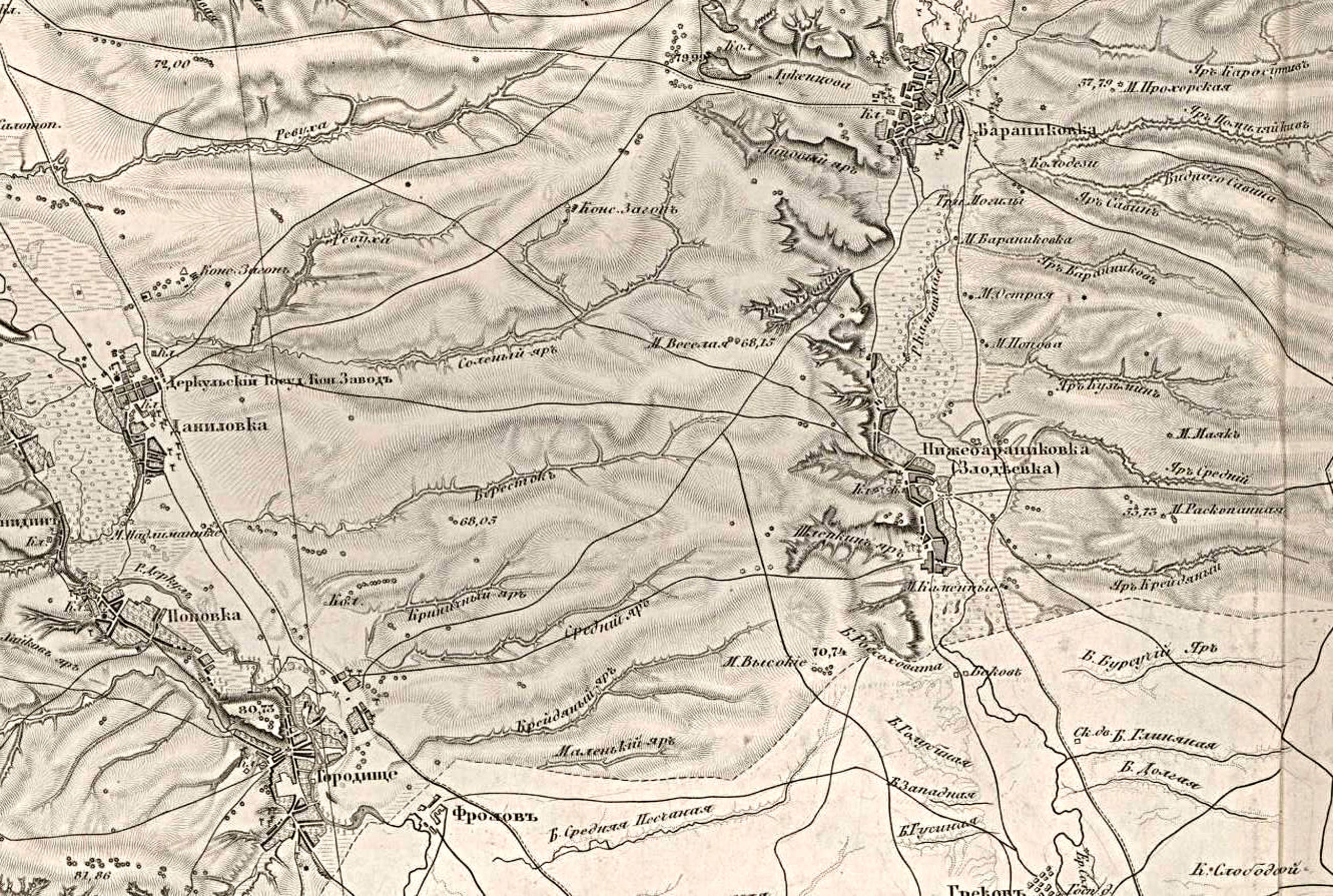
Нижнебараниковка на карте XIX века

Население по переписи 2001 года составляло 602 человека. Почтовый индекс — 92832. Телефонный код — 6466. Занимает площадь 4,905 км². Код КОАТУУ — 4420688503.

## Местный совет
92832, Луганська обл., Біловодський р-н, с. Нижньобараниківка, вул. Жовтнева, 51  (укр.)